# 21723 Yinyinwu
21723 Yinyinwu este un asteroid din centura principală de asteroizi.

## Descriere
21723 Yinyinwu este un asteroid din centura principală de asteroizi. A fost descoperit pe 9 septembrie 1999 la Socorro, New Mexico, în cadrul proiectului LINEAR. Asteroidul prezintă o orbită caracterizată de o semiaxă mare de 2,77 ua, o excentricitate de 0,28 și o înclinație de 6,9° în raport cu ecliptica.